# Malte Welding
Malte Welding (* 14. Februar 1974 in Eupen) ist ein deutscher Autor, Kolumnist und Blogger.

## Leben
Welding wuchs in Aachen auf und studierte Rechtswissenschaften. Er war 2006 Mitbegründer des Fußballblogs Fooligan, schrieb danach unter anderem für das Literaturblog Neue Bodenständigkeit, die Netzeitung und das Weblog Spreeblick. Für FAZ-Online war er (unter dem Pseudonym Nicander von Saage) Mitautor des Weblogs Deus Ex Machina. Welding ist Kolumnist der Berliner Zeitung und hat im Dezember 2010 sein erstes Buch „Frauen und Männer passen nicht zusammen – auch nicht in der Mitte“ veröffentlicht. Welding wurde 2011, 2012 und 2013 für den Deutschen Reporterpreis in der Kategorie „Bester Essay“ nominiert. 2012 veröffentlichte Welding sein zweites Buch Versiebt, verkackt, verheiratet – Vom Leben nach dem Happy End, 2013 erscheinen zwei Sammlungen von Weihnachtsgeschichten, zu denen Welding jeweils eine Geschichte beigesteuert hat. Anfang 2014 erschien seine Kolumnensammlung Angezogen hast du mich mehr angezogen. Im Januar 2015 wurde sein Buch Seid fruchtbar und beschwert euch!: Ein Plädoyer für Kinder – trotz allem veröffentlicht. Seit 2015 ist er als Drehbuchautor tätig.
Welding ist verheiratet und hat vier Kinder.

## Werke
- Frauen und Männer passen nicht zusammen – auch nicht in der Mitte, Piper, München 2010 ISBN 978-3-492-26401-3
- Versiebt, verkackt, verheiratet – Vom Leben nach dem Happy End, Piper, München 2012 ISBN 978-3-492-27308-4
- Mama, das hast du schon fünfmal erzählt! Geschichten über das Älterwerden der Eltern, Ann-Kathrin Eckardt (Hg.), rororo, Hamburg 2012 ISBN 978-3-499-62829-0
- Weihnachten kann kommen – Neue Geschichten Susanne Gretter (Hg.), Insel Verlag, Berlin 2013 ISBN 978-3-518-46463-2
- Aber erst wird gegessen Dietmar Bittrich (Hg.), rororo, Hamburg 2013  ISBN 978-3-499-63050-7
- Angezogen hast du mich mehr angezogen – Und andere Standardsituationen der Liebe, Kiepenheuer & Witsch, Köln 2014 ISBN 978-3-462-04550-5
- Seid fruchtbar und beschwert euch!: Ein Plädoyer für Kinder – trotz allem, Kiepenheuer & Witsch, Köln 2015 ISBN 978-3-462-04708-0
- Sekundenschaf: Dumm für einen Augenblick, Rowohlt, Hamburg 2015 ISBN 3-499-63069-9

## Filmografie
- 2016: SMS für Dich
- 2018: So viel Zeit
- 2019: Der Bulle und das Biest (Fernsehserie)
- 2020: Liebe. Jetzt! (Fernsehserie)
- 2021: Es ist nur eine Phase, Hase
- 2024: Eine Million Minuten
- 2024: Die Liebeskümmerer

### Podcasts
- WMR38 – Kabale und Liebe bei Wir. Müssen Reden
- WR137 Ortsgespräch: Malte Welding bei WRINT von Holger Klein
- WR154 Ortsgespräch: Malte Welding II bei WRINT von Holger Klein
- WR236 Initiativabsagen bei WRINT von Holger Klein
- WR375 Zur Person: Malte Welding III bei WRINT von Holger Klein
- WR500 Zur Person: Malte Welding IV bei WRINT von Holger Klein
- WR641 Zur Person: Malte Welding V bei WRINT von Holger Klein
- WR770 Zur Person: Malte Welding VI bei WRINT von Holger Klein